# Euthalia sahadeva
Euthalia sahadeva är en fjärilsart som beskrevs av Moore 1859. Euthalia sahadeva ingår i släktet Euthalia och familjen praktfjärilar. Inga underarter finns listade i Catalogue of Life.

## Bildgalleri

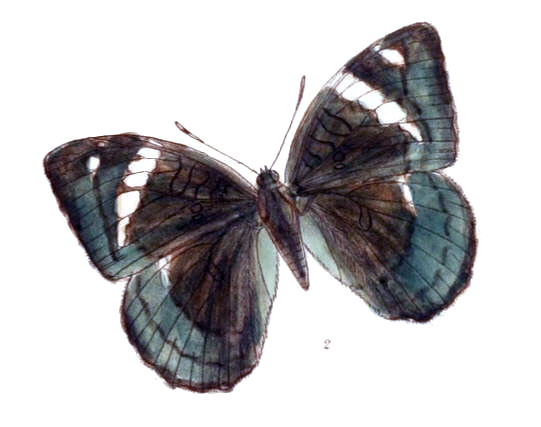
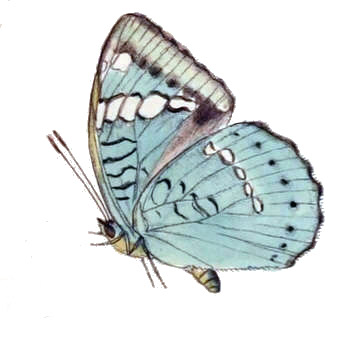
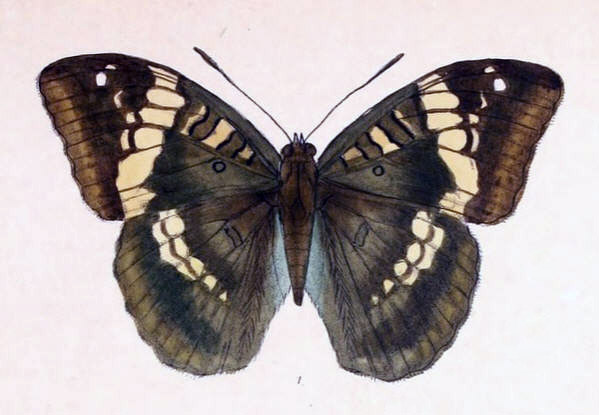
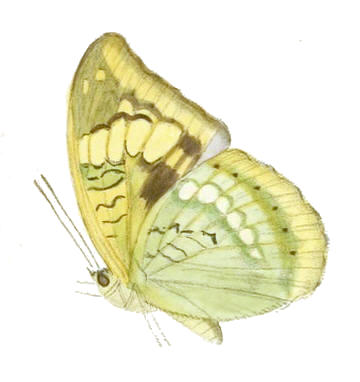
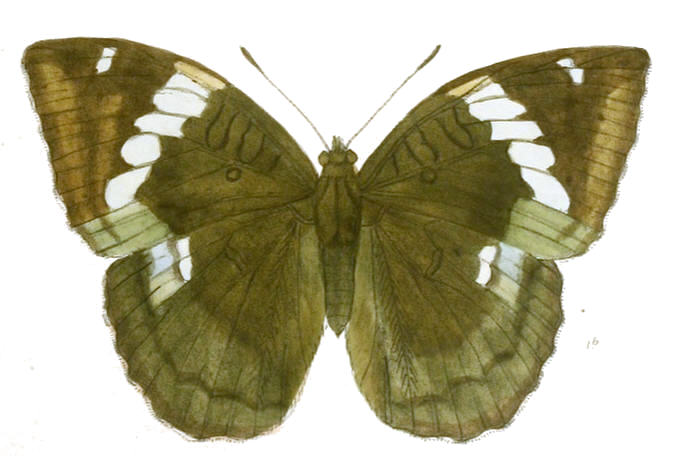
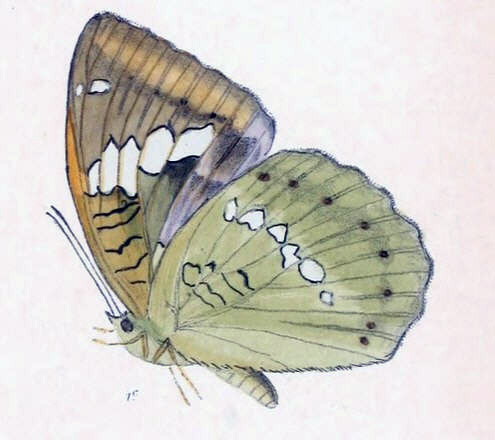